# Серхіо Перес
Серхіо Перес Мендоса (ісп. Sergio Pérez Mendoza, нар. 26 січня 1990, Гвадалахара, Мексика) — мексиканський автогонщик. Постійно проживає в Берліні, Німеччина. Експілот команди Red Bull Racing.

## Дитинство та приватне життя
Серхіо — молодший син Антоніо Переса Гарімбая та Марілу Перес, має сестру на ім'я Паола, та брата — Антоніо. Старший брат також займається автогонками, будучи одним з найсильніших пілотів мексиканських першостей NASCAR початку XXI століття.
Серхіо — племінник мексиканського мільярдера Карлоса Сліма Елу.
У 2012 році Серхіо організував власний благодійний фонд для збору коштів для підтримки дітей-сиріт і дітей з раковими пухлинами; главою організації стала його сестра.
В 2017 мексиканець зробив пропозицію своїй подрузі, Каролі Мартінес. В той момент пара чекала на первістка. В 2019 році в родині Переса з'явилася друга дитина, дівчинку назвали Карлота.
31 липня 2020 року Серхіо Перес заразився коронавірусом та пропустив кілька етапів Формули-1.

## Кар'єра

### Skip Barber
Перес виступав у серії Skip Barber National Championship у 2004 році, що базується в США. Його участь спонсорувалася телекомунікаційною компанією Telmex чемпіонат він завершив на одинадцятому місці.

### Формула-БМВ
Серхіо відправився в Європу у 2005 році для участі в німецькій Формулі-БМВ ADAC. Він фінішував чотирнадцятим, беручи участь за команду Team Rosberg і підвищився до шостої позиції в наступному році.

### А1 Гран-прі
В сезоні 2006-07 А1 Гран-прі, Перес взяв участь в єдиному етапі чемпіонату за команду Мексики. Він став третім з наймолодших пілотів хто брав участь у цій серії.

### Формула-3
Мексиканець перейшов у Британську Формулу-3 в 2007 році. Він виступав у національному класі — для застарілих шасі — з командою T-Sport і виграв чемпіонат з комфортним відривом. Він виграв дві третини гонок і приблизно стільки ж поулів і фінішував у всіх гонках на подіумі за винятком трьох.
У 2008 році Перес і T-Sport підвищилися до основного міжнародного класу чемпіонату, де він був одним з небагатьох пілотів у кого на боліді був встановлений двигун Mugen Honda. Після лідирування у чемпіонаті на початку сезону, в результаті він завершив сезон на четвертій позиції підсумкового заліку.

### GP2
Перес ганявся за команду Barwa International Campos Team в сезоні 2008-09 GP2 Asia і був напарником росіянина Віталія Петрова. Він став першим мексиканським пілотом хто дійшов до цього рівня автоспорту після Джованні Алої, який виступав у Формулі-3000 у 1990 році. Він виграв свою першу гонку в GP2 Asia в Сахірі, лідируючи від старту до фінішу, стартуючи з першого місця на стартовій решітці в спринті. Він додав другу перемогу в скарбничку на нічній трасі Лосаль, в спринті, що проходив у Катарі.
Перес перейшов у команду Arden International для виступу в основному сезоні 2009 GP2, де його напарником став інший випускник Формули-3 Едоардо Мортара.

### Формула-1

#### Sauber
4 жовтня 2010 року, було оголошено про перехід Переса в «Заубер». Разом з ним у «Заубер» як спонсор прийшла компанія Telmex.
Мексиканець швидко зміг проявити себе на новій техніці, вже в перший сезон неодноразово фінішує в очковій зоні і лише ряд спірних технічних рішень команди і серйозна аварія на Гран-прі Монако (коштувала Серхіо пропуску двох гонок), не дозволила йому домогтися більшого ніж шістнадцяте місце в особистому заліку. Через рік ситуація помітно покращилася — Перес хоч і був не надто стабільний, але надана йому техніка в поєднанні з правильною стратегією дозволяла мексиканцю на окремих етапах боротися на чолі пелотону до самого фінішу: на Гран-прі Малайзії і Гран-прі Італії йому вдається фінішувати на рекордній для себе другій позиції, порівняно небагато поступаючись переможцям і помітно випереджаючи всіх інших.

#### McLaren
Прогрес Переса зацікавив і багатьох лідерів пелотона — ще до дебюту в чемпіонаті світу він був зарахований до програми підтримки молодих пілотів Ferrari, а у вересні 2012 року, після ряду яскравих гонок за Sauber підписав контракт з McLaren, яка в той момент шукала заміну Льюїсу Хемілтону, який перейшов в Mercedes. Хід виявився не зовсім вдалим — один з недавніх лідерів пелотона переживав не найкращий період своєї кар'єрі, а тут ще й Перес не зміг вписатися в колектив британської команди. У підсумку, провівши в Уокінгу лише рік, за який Перес жодного разу не фінішував в гонках вище п'ятого місця, мексиканець покинув McLaren.

#### Force India
Наступним місцем перебування Серхіо в Формулі-1 стала ще одна розташована у Великій Британії команда — Force India, також як і McLaren використовувала силові установки Mercedes. Перехід виявився подвійно вдалим — індійська команда побудувала непогане шасі, а німецький мотор дозволив команді бути конкурентоздатною в пелотоні. Чи не все складалося ідеально, але на Гран-прі Бахрейну Перес приніс своїй команді перший за майже п'ять років фініш на подіумної позиції в гонці. Надалі Серхіо через власні помилки втратив чимало важливих очок, але за підсумками сезону пілот фінішувати в очковій групі 12 разів, закінчивши чемпіонат на десятій сходинці особистого заліку, програвши напарникові Ніко Хюлькенбергу, але випередивши Кевіна Магнуссен, що став його заміною в McLaren. Загалом, за весь час виступі у Force India Перес 5 разів піднімався на подіум за кубками, займаючи треті місця за результатами гонки.

#### Racing Point
В 2019 році команда Force India змінила свою назву на Racing Point. Серхіо Перес зберіг за собою місце основного пілота команди. Однак, в команді з новою назвою, за два сезони пілоту не вдалось потрапити на подіум жодного разу.
Після 190 гоночних етапів в якості пілота Формула 1, Серхіо здобув свою першу перемогу на Гран-прі Сахіру, а команда Racing Point отримала двох пілотів на подіумі (його товариш по команді Ленс Стролл фінішував третім). Це також була перша перемога гонщика із Мексики з тих пір, як Педро Родрігес виграв Гран-прі Бельгії в 1970 році, за 50 років до цього.
Red Bull Racing
18 грудня 2020 року стало відомо, що Серхіо стане бойовим пілотом команди Red Bull Racing і в наступному сезоні замість Александра Албона. Угода з пілотом розрахована на один сезон.

## Результати виступів

### Гоночна кар'єра
| Сезон   | Серія                             | Команда                          | Гонки | Перемоги | Поули | Н/к | Подіуми | Очки | Місце |
| ------- | --------------------------------- | -------------------------------- | ----- | -------- | ----- | --- | ------- | ---- | ----- |
| 2004    | Skip Barber National Championship | Telmex Racing                    | 14    | 0        | 0     | –   | –       | 77   | 11-й  |
| 2005    | Формула-БМВ ADAC                  | Team Rosberg                     | 19    | 0        | 0     | 0   | 1       | 37   | 14-й  |
| 2006    | Формула-БМВ ADAC                  | ADAC Berlin-Brandenburg          | 18    | 0        | 0     | 0   | 2       | 112  | 6-й   |
| 2006-07 | А1 Гран-прі                       | A1 Team Mexico                   | 2     | 0        | 0     | 0   | 0       | 35†  | 10-й† |
| 2007    | Британська Формула-3              | T-Sport                          | 21    | 14       | 14    | 0   | 19      | 376  | 1-й   |
| 2008    | Британська Формула-3              | T-Sport                          | 22    | 4        | 0     | 1   | 7       | 195  | 4-й   |
| 2008-09 | GP2 Asia                          | Campos Grand Prix                | 11    | 2        | 0     | 1   | 3       | 26   | 7-й   |
| 2009    | GP2                               | Arden International              | 20    | 0        | 0     | 1   | 2       | 22   | 12-й  |
| 2009-10 | GP2 Asia                          | Barwa Addax Team                 | 4     | 0        | 0     | 0   | 0       | 5    | 15-й  |
| 2010    | GP2                               | Barwa Addax Team                 | 20    | 5        | 1     | 5   | 7       | 71   | 2-й   |
| 2011    | Формула-1                         | Sauber F1 Team                   | 19    | 0        | 0     | 0   | 0       | 14   | 16-й  |
| 2012    | Формула-1                         | Sauber F1 Team                   | 20    | 0        | 0     | 1   | 3       | 66   | 10-й  |
| 2013    | Формула-1                         | Vodafone McLaren-Mercedes        | 19    | 0        | 0     | 1   | 0       | 49   | 11-й  |
| 2014    | Формула-1                         | Sahara Force India F1 Team       | 19    | 0        | 0     | 1   | 1       | 59   | 10-й  |
| 2015    | Формула-1                         | Sahara Force India F1 Team       | 19    | 0        | 0     | 0   | 1       | 78   | 9-й   |
| 2016    | Формула-1                         | Sahara Force India F1 Team       | 21    | 0        | 0     | 0   | 2       | 101  | 7-й   |
| 2017    | Формула-1                         | Sahara Force India F1 Team       | 20    | 0        | 0     | 1   | 0       | 100  | 7-й   |
| 2018    | Формула-1                         | Sahara Force India F1 Team       | 12    | 0        | 0     | 0   | 1       | 62   | 8-й   |
| 2018    | Формула-1                         | Racing Point Force India F1 Team | 9     | 0        | 0     | 0   | 0       | 62   | 8-й   |
| 2019    | Формула-1                         | SportPesa Racing Point F1 Team   | 21    | 0        | 0     | 0   | 0       | 52   | 10-й  |
| 2020    | Формула-1                         | SportPesa Racing Point F1 Team   | 15    | 1        | 0     | 0   | 2       | 125  | 4-й   |
| 2021    | Формула-1                         | Red Bull Racing Honda            | 22    | 1        | 0     | 1   | 5       | 190  | 4-й   |
| 2022    | Формула-1                         | Oracle Red Bull Racing           | 22    | 2        | 1     | 3   | 11      | 305  | 3-й   |
| 2023    | Формула-1                         | Oracle Red Bull Racing           | 22    | 2        | 2     | 2   | 9       | 285  | 2-й   |
| 2024    | Формула-1                         | Oracle Red Bull Racing           | 24    | 0        | 0     | 1   | 4       | 152  | 8-й*  |

† Включаючи очки зароблені іншими пілотами.
*Сезон триває.

### Результати виступів у Формулі-1
| Приклад                  | Опис                                                              |
| ------------------------ | ----------------------------------------------------------------- |
| 1                        | Переможець                                                        |
| 2                        | Друге місце                                                       |
| 3                        | Третє місце                                                       |
| 5                        | Фінішував у очковій зоні                                          |
| 12                       | Фінішував поза очковою зоною                                      |
| НКЛ                      | Фінішував, але не класифікований                                  |
| Схід                     | Не фінішував і не класифікований                                  |
| НКВ                      | Не кваліфікований                                                 |
| НПКВ                     | Не передкваліфікований                                            |
| ДСК                      | Дискваліфікований                                                 |
| тест                     | Тестер по п'ятницях                                               |
| НС                       | Брав участь у Гран-прі як бойовий пілот, але не стартував у гонці |
| Т                        | Травмований чи хворий                                             |
| Викл                     | Виключений із протоколу                                           |
| Від                      | Відмова від участі                                                |
| НТР                      | Не брав участі в тренуваннях                                      |
| НПР                      | Не прибув на Гран-прі                                             |
| С                        | Гонка скасована                                                   |
|                          | Не брав участі                                                    |
| Жирний шрифт             | Поул-позиція                                                      |
| Курсив                   | Найшвидше коло                                                    |
| Числоу верхньому індексі | Позиція в спринті, що передбачає нарахування очок                 |

| Сезон    | Команда                          | Шасі                  | Двигун                               | 1        | 2        | 3      | 4      | 5        | 6        | 7       | 8        | 9        | 10       | 11        | 12       | 13       | 14     | 15       | 16       | 17       | 18     | 19       | 20       | 21       | 22     | 23       | 24       | Місце | Очки |
| -------- | -------------------------------- | --------------------- | ------------------------------------ | -------- | -------- | ------ | ------ | -------- | -------- | ------- | -------- | -------- | -------- | --------- | -------- | -------- | ------ | -------- | -------- | -------- | ------ | -------- | -------- | -------- | ------ | -------- | -------- | ----- | ---- |
| 2011     | Sauber F1 Team                   | Sauber C30            | Ferrari 056 2.4 V8                   | АВС ДСК  | МАЛ Схід | КИТ 17 | ТУР 14 | ІСП 9    | МОН НС   | КАН Т   | ЄВР 11   | ВЕЛ 7    | НІМ 11   | УГО 15    | БЕЛ Схід | ІТА Схід | СІН 10 | ЯПО 8    | КОР 16   | ІНД 10   | АБУ 11 | БРА 13   |          |          |        |          |          | 16    | 14   |
| 2012     | Sauber F1 Team                   | Sauber C31            | Ferrari 056 2.4 V8                   | АВС 8    | МАЛ 2    | КИТ 11 | БАХ 11 | ІСП Схід | МОН 11   | КАН 3   | ЄВР 9    | ВЕЛ Схід | НІМ 6    | УГО 14    | БЕЛ Схід | ІТА 2    | СІН 10 | ЯПО Схід | КОР 11   | ІНД Схід | АБУ 15 | США 11   | БРА Схід |          |        |          |          | 10    | 66   |
| 2013     | Vodafone McLaren Mercedes        | McLaren MP4-28        | Mercedes FO108Y 2,4 V8               | АВС 11   | МАЛ 9    | КИТ 11 | БАХ 6  | ІСП 9    | МОН 16†  | КАН 11  | ВЕЛ 20   | НІМ 8    | УГО 9    | БЕЛ 11    | ІТА 12   | СІН 8    | КОР 10 | ЯПО 15   | ІНД 5    | АБУ 9    | США 7  | БРА 6    |          |          |        |          |          | 11    | 49   |
| 2014     | Sahara Force India F1 Team       | Force India VJM07     | Mercedes PU106A Hybrid 1.6 V6 t      | АВС 10   | МАЛ НС   | БАХ 3  | КИТ 9  | ІСП 9    | МОН Схід | КАН 11† | АВТ 6    | ВЕЛ 11   | НІМ 10   | УГО Схід  | БЕЛ 8    | ІТА 7    | СИН 7  | ЯПО 10   | РОС 10   | США Схід | БРА 15 | АБУ 7    |          |          |        |          |          | 10    | 59   |
| 2015     | Sahara Force India F1 Team       | Force India VJM08     | Mercedes PU106B Hybrid 1.6 V6 t      | АВС 10   | МАЛ 13   | КИТ 11 | БАХ 8  | ІСП 13   | МОН 7    | КАН 11  | АВТ 9    |          |          |           |          |          |        |          |          |          |        |          |          |          |        |          |          | 9     | 78   |
| 2015     | Sahara Force India F1 Team       | Force India VJM08B    | Mercedes PU106B Hybrid 1.6 V6 t      |          |          |        |        |          |          |         |          | ВЕЛ 9    | УГО Схід | БЕЛ 5     | ІТА 6    | СИН 7    | ЯПО 12 | РОС 3    | США 5    | МЕК 8    | БРА 12 | АБУ 5    |          |          |        |          |          | 9     | 78   |
| 2016     | Sahara Force India F1 Team       | Force India VJM09     | Mercedes PU106C Hybrid 1.6 V6 t      | АВС 13   | БАХ 16   | КИТ 11 | РОС 9  | ІСП 7    | МОН 3    | КАН 10  | ЄВР 3    | АВТ 17†  | ВЕЛ 6    | УГО 11    | НІМ 10   | БЕЛ 5    | ІТА 8  | СІН 8    | МАЛ 6    | ЯПО 7    | США 8  | МЕК 10   | БРА 4    | АБУ 8    |        |          |          | 7     | 101  |
| 2017     | Sahara Force India F1 Team       | Force India VJM10     | Mercedes M08 EQ Power+ 1.6 V6 t      | АВС 7    | КИТ 9    | БАХ 7  | РОС 6  | ІСП 4    | МОН 13   | КАН 5   | АЗЕ Схід | АВТ 7    | ВЕЛ 9    | УГО 8     | БЕЛ 17†  | ІТА 9    | СІН 5  | МАЛ 6    | ЯПО 7    | США 8    | МЕК 7  | БРА 9    | АБУ 7    |          |        |          |          | 7     | 100  |
| 2018     | Sahara Force India F1 Team       | Force India VJM11     | Mercedes M09 EQ Power+ 1.6 V6 t      | АВС 11   | БАХ 16   | КИТ 12 | АЗЕ 3  | ІСП 9    | МОН 12   | КАН 14  | ФРА Схід | АВТ 7    | ВЕЛ 10   | НІМ 7     | УГО 14   |          |        |          |          |          |        |          |          |          |        |          |          | 8     | 62   |
| 2018     | Racing Point Force India F1 Team | Force India VJM11     | Mercedes M09 EQ Power+ 1.6 V6 t      |          |          |        |        |          |          |         |          |          |          |           |          | БЕЛ 5    | ІТА 7  | СІН 16   | РОС 10   | ЯПО 7    | США 8  | МЕК Схід | БРА 10   | АБУ 8    |        |          |          | 8     | 62   |
| 2019     | SportPesa Racing Point F1 Team   | Racing Point RP19     | Mercedes M10 EQ Power+ 1.6 V6 t      | АВС 13   | БАХ 10   | КИТ 8  | АЗЕ 6  | ІСП 15   | МОН 12   | КАН 12  | ФРА 12   | АВТ 11   | ВЕЛ 17   | НІМ Схід  | УГО 11   | БЕЛ 6    | ІТА 7  | СІН Схід | РОС 7    | ЯПО 8    | МЕК 7  | США 10   | БРА 9    | АБУ 7    |        |          |          | 10    | 52   |
| 2020     | BWT Racing Point F1 Team         | Racing Point RP20     | Mercedes M11 EQ Performance 1.6 V6 t | АВТ 6    | ШТИ 6    | УГО 7  | ВЕЛ Т  | 70       | ІСП 5    | БЕЛ 10  | ІТА 10   | ТОС 5    | РОС 4    | АЙФ 4     | ПОР 7    | ЕМІ 6    | ТУР 2  | БАХ 18†  | САХ 1    | АБУ Схід |        |          |          |          |        |          |          | 4     | 125  |
| 2021     | Red Bull Racing Honda            | Red Bull Racing RB16B | Honda RA621H 1.6 V6 t                | БАХ 5    | ЕМІ 11   | ПОР 4  | ІСП 5  | МОН 4    | АЗЕ 1    | ФРА 3   | ШТИ 4    | АВТ 6    | ВЕЛ 16   | УГО Схід  | БЕЛ 19   | НІД 8    | ІТА 5  | РОС 9    | ТУР 3    | США 3    | МЕХ 3  | САП 4    | КАТ 4    | САУ Схід | АБУ 15 |          |          | 4     | 190  |
| 2022     | Oracle Red Bull Racing           | Red Bull RB18         | Red Bull RBPTH001 1.6 V6 t           | БАХ · 18 | САУ 4    | АВС 2  | ЕМІ 23 | МАЯ 4    | ІСП 2    | МОН 1   | АЗЕ 2    | КАН Схід | ВЕЛ 2    | АВТ Схід5 | ФРА 4    | УГО 5    | БЕЛ 2  | НІД 5    | ІТА 6    | СІН 1    | ЯПО 2  | США 4    | МЕХ 3    | САП 75   | АБУ 3  |          |          | 3     | 305  |
| 2023     | Oracle Red Bull Racing           | Red Bull RB19         | Honda RBPTH001 1.6 V6 t              | БАХ 2    | САУ 1    | АВС 5  | АЗЕ 1  | МАЯ 2    | МОН 16   | ІСП 4   | КАН 6    | АВТ 32   | ВЕЛ 6    | УГО 3     | БЕЛ 2    | НІД 4    | ІТА 2  | СІН 8    | ЯПО Схід | КАТ 10   | США 45 | МЕХ Схід | САП 43   | ЛВГ 3    | АБУ 4  |          |          | 2     | 285  |
| 2024     | Oracle Red Bull Racing           | Red Bull RB20         | Honda RBPTH002 1.6 V6 t              | БАХ 2    | САУ 2    | АВС 5  | ЯПО 2  | КИТ 3    | МАЯ 43   | ЕМІ 8   | МОН Схід | КАН Схід | ІСП 8    | АВТ 78    | ВЕЛ 17   | УГО 7    | БЕЛ 7  | НІД 6    | ІТА 8    | АЗЕ 17†  | СІН 10 | США 7    | МЕХ 17   | САП 118  | ЛВГ 10 | КАТ Схід | АБУ Схід | 8*    | 152* |
| Джерело: |                                  |                       |                                      |          |          |        |        |          |          |         |          |          |          |           |          |          |        |          |          |          |        |          |          |          |        |          |          |       |      |

* Сезон триває.

† Пілот не зміг завершити перегони але був класифікований подолавши понад 90 % дистанції.